# 四线天竺鲷
四线天竺鲷（学名：Apogon quadrifasciatus），为輻鰭魚綱鉤頭魚目天竺鲷科鸚竺鲷属的一種，為寬條鸚竺鯛的同種異名。

## 分布
本魚分布于印度西太平洋區，包括馬達加斯加、留尼旺、塞席爾群島、斯里蘭卡、台灣、泰國、越南、印度、日本、馬來西亞、印度尼西亚、菲律宾以及中國南海及东海、澳洲、斐濟等海域。该物种的模式产地在印度Pondicherry。

## 深度
水深0至80公尺。

## 特徵
本魚體延長而側扁，眼大，口大略下位。魚體黃褐色，腹部銀白色，體側具4條深色細縱帶，其中一條從吻部穿過眼睛延伸至尾鰭底。背鰭硬棘8枚；背鰭軟條9枚；臀鰭硬棘2枚；臀鰭軟條8枚，體長可達13公分。

## 生態
本魚棲息於珊瑚礁或岩礁區，白天躲藏於岩架下或岩洞中，夜間出來覓食。繁殖期時，雄魚具有口孵習性，卵約7日化成仔魚，由雄魚吐出，具短暫的仔魚飄浮期。

## 經濟利用
不具經濟價值。

## 扩展阅读
維基物種上的相關：四线天竺鲷